# 武田孝
武田 孝（たけだ たかし、1940年（昭和15年）2月20日 - ）は、日本のアルペンスキーヤー。1960年冬季オリンピックに出場した。